# 天主教查爾斯湖教區
天主教查爾斯湖教區（拉丁語：Dioecesis Lacus Carolini）是美國一個羅馬天主教教區，屬新奧爾良總教區。成立於1980年1月29日。
範圍包括路易斯安那州西南部，教座位於查爾斯湖。2004年有教友80,519人（佔轄區總人口29.0%）、卅八個堂區、七十三名司鐸。現任教區主教格倫·普羅沃斯特。